# Krasni Lozî, Semenivka
Krasni Lozî (în ucraineană Красні Лози) este un sat în comuna Karpovîci din raionul Semenivka, regiunea Cernihiv, Ucraina.

## Demografie
Componența lingvistică a localității Krasni Lozî
     Rusă (75%)
     Ucraineană (25%)
Conform recensământului din 2001, majoritatea populației localității Krasni Lozî era vorbitoare de rusă (75%), existând în minoritate și vorbitori de ucraineană (25%).